# Ipnopidae
Gli Ipnopidae (talvolta noti in italiano come pesci treppiede o ale filose) sono una famiglia di pesci ossei abissali appartenenti all'ordine Aulopiformes.

## Distribuzione e habitat
Si tratta di una famiglia presente nei piani abissale ed adale di tutti gli oceani. Nel mar Mediterraneo si trovano due specie, entrambe molto rare:
- Bathypterois dubius
- Bathypterois grallator.

La presenza nel Mediterraneo di Bathypterois grallator, supposta sulla base di alcune foto subacquee, è attualmente messa in dubbio dagli ittiologi.

## Descrizione

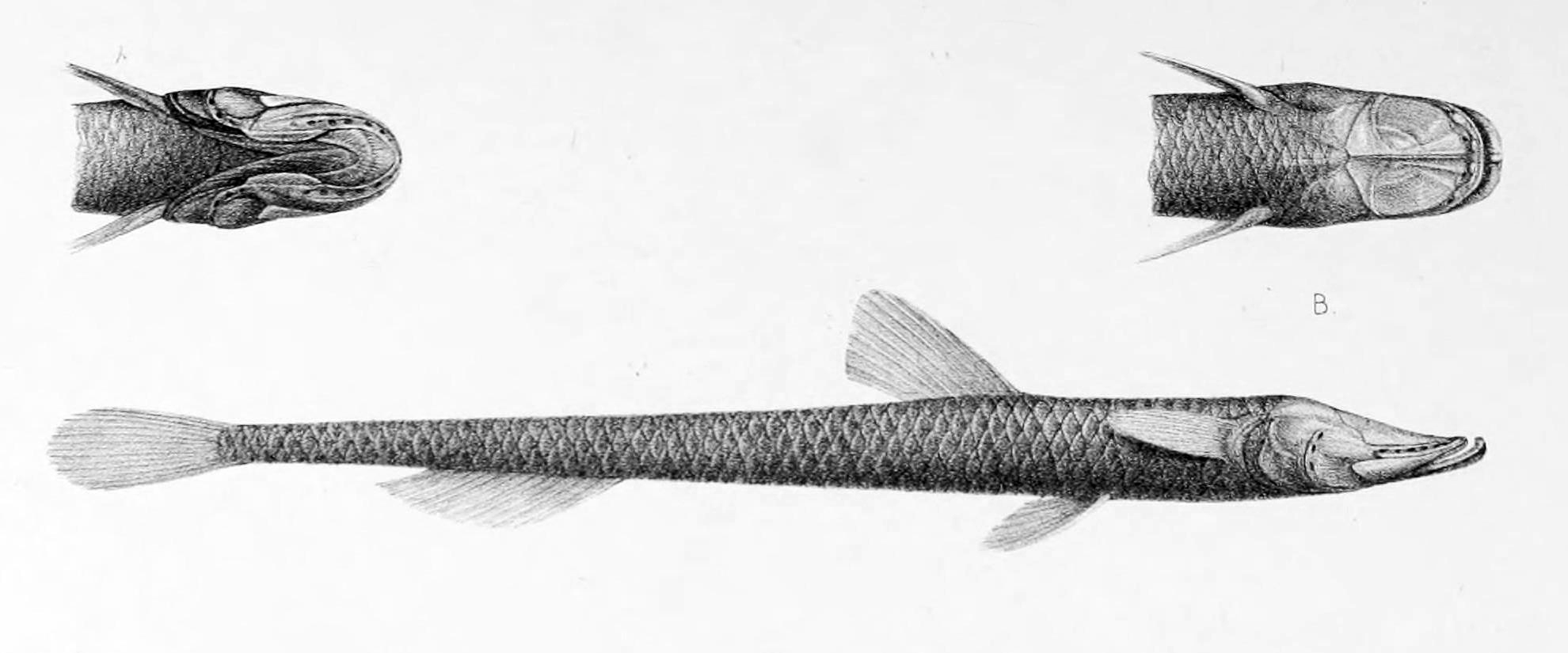
Ipnops murrayi

Questi pesci mostrano un forte adattamento e specializzazione alla vita a grande profondità. Gli occhi sono piccoli o assenti (nel genere Ipnops), la bocca ampia, che supera di un buon tratto l'occhio; armata di piccoli denti. La testa è schiacciata e la mandibola sporgente. Il corpo è più o meno allungato ed è coperto di scaglie ben visibili. Non ci sono fotofori. La pinna adiposa può essere presente o assente. Nel genere Bathypterois le pinne pettorali, ventrali e caudale hanno raggi allungati e rigidi.
Si tratta di pesci di piccole dimensioni: i più grandi non raggiungono i 40 cm.

## Biologia

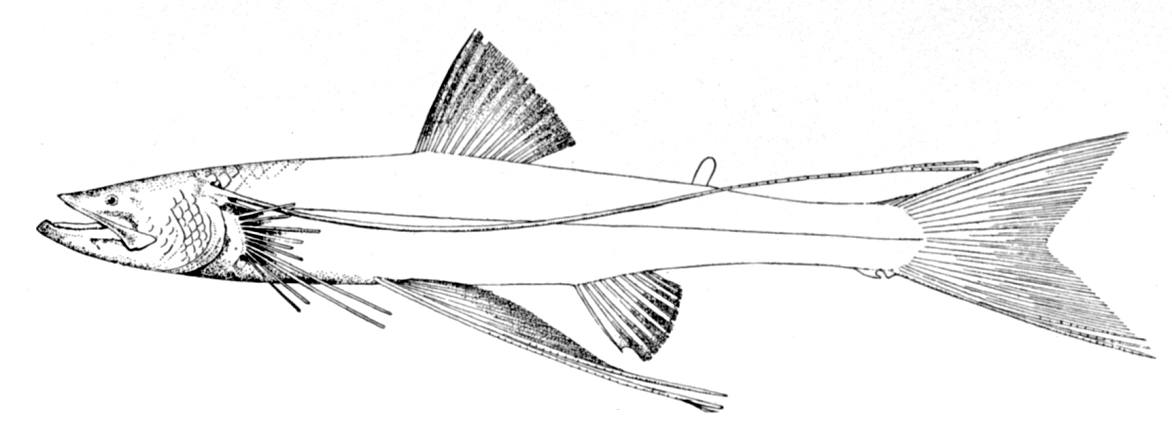
Bathypterois dubius

Come nel caso di molti altri gruppi di pesci abissali la biologia di questa famiglia è scarsamente nota. Sono specie bentoniche che probabilmente si nutrono di crostacei. Alcune specie sono certamente ermafrodite. La specie B. grallator sicuramente è in grado di stare appoggiata sul fondo sui raggi allungati delle pinne ventrali e caudale, si ignora se possano farlo anche altre specie.

## Specie
- Genere Bathymicrops
  - Bathymicrops belyaninae
  - Bathymicrops brevianalis
  - Bathymicrops multispinis
  - Bathymicrops regis
- Genere Bathypterois
  - Bathypterois andriashevi
  - Bathypterois atricolor
  - Bathypterois bigelowi
  - Bathypterois dubius
  - Bathypterois filiferus
  - Bathypterois grallator
  - Bathypterois guentheri
  - Bathypterois insularum
  - Bathypterois longicauda
  - Bathypterois longifilis
  - Bathypterois longipes
  - Bathypterois oddi
  - Bathypterois parini
  - Bathypterois pectinatus
  - Bathypterois perceptor
  - Bathypterois phenax
  - Bathypterois quadrifilis
  - Bathypterois ventralis
  - Bathypterois viridensis
- Genere Bathytyphlops
  - Bathytyphlops marionae
  - Bathytyphlops sewelli
- Genere Ipnops
  - Ipnops agassizii
  - Ipnops meadi
  - Ipnops murrayi